# Ялтинський морський торговельний порт
Я́лтинський морськи́й торгове́льний порт — торговельний морський порт в місті Ялта, на чорноморському узбережжі Криму. Порт підпорядкований спочатку Чорноморському морському пароплавству, на даний момент Укрморрічфлоту. Ялтинський морський торговий порт здійснює перевезення і переробку вантажів, обслуговує пасажирів у закордонному плаванні та в малому каботажі.

## Історія
Засновано 1833 року. Робітники порту брали активну участь в страйку 1905 року. Зруйнований повністю в період Німецько-радянської війни Ялтинський морський порт за роки післявоєнних п'ятирічок перетворено на високомеханізоване транспортне підприємство, оснащене сучасною перевантажувальною технікою. Рівень комплексної механізації переробки вантажів вже 1983 року становив 98 %.
Нагороджено орденом Дружби народів в 1983 році.
У зв'язку з окупацією Криму Росією порт потрапив у список секторальних санкції США з 10 серпня 2015.